# 도쿄항 양조
도쿄항 양조(東京港醸造 도쿄미나토 조조[*])는 일본의 주료 제조 회사이다. 도쿄 도심에서는 약 100년만에 재개한 양조장으로, 현재 도쿄도 구부 유일의 양조장이다.